# Coupe du monde de luge 2007-2008
Navigation
Édition suivante
La 31e édition de la Coupe du monde de luge s'est déroulée entre le 16 novembre 2007 et le 17 février 2008.
Organisée par la Fédération internationale de luge de course, cette compétition débute fin novembre 2008 par des épreuves organisées à Lake Placid aux États-Unis. La Coupe du monde a été interrompue à la fin du mois de janvier par les Championnats du monde de luge organisés à Oberhof (Allemagne). La saison est close en Lettonie par des épreuves disputées à Sigulda.

## Classements généraux
| Rang | Nom                | Points |
| ---- | ------------------ | ------ |
| 1    | Armin Zöggeler     | 725    |
| 2    | David Möller       | 655    |
| 3    | Albert Demtschenko | 454    |
| 4    | Jan Eichhorn       | 443    |
| 5    | Daniel Pfister     | 432    |
| 6    | Felix Loch         | 297    |
| 7    | Martin Abentung    | 288    |
| 8    | Andi Langenhan     | 282    |
| 9    | Stefan Höhener     | 276    |
| 10   | Tony Benshoof      | 275    |

| Rang | Nom                     | Points |
| ---- | ----------------------- | ------ |
| 1    | Tatjana Hüfner          | 736    |
| 2    | Silke Kraushaar-Pielach | 650    |
| 3    | Natalie Geisenberger    | 518    |
| 4    | Anke Wischnewski        | 478    |
| 5    | Nina Reithmayer         | 382    |
| 6    | Natalia Yakushenko      | 380    |
| 7    | Erin Hamlin             | 347    |
| 8    | Maija Tiruma            | 319    |
| 9    | Anna Orlova             | 296    |
| 9    | Veronika Halder         | 296    |

| Rang | Nom                                              | Points |
| ---- | ------------------------------------------------ | ------ |
| 1    | Allemagne Patric Leitner Alexander Resch         | 655    |
| 2    | Italie Christian Oberstolz Patrick Gruber        | 635    |
| 3    | Autriche Andreas Linger Wolfgang Linger          | 528    |
| 4    | Allemagne André Florschütz Torsten Wustlich      | 526    |
| 5    | Allemagne Tobias Wendl Tobias Arlt               | 470    |
| 6    | Italie Gerhard Plankensteiner Oswald Haselrieder | 424    |
| 7    | Autriche Markus Schiegl Tobias Schiegl           | 405    |
| 8    | États-Unis Christian Niccum Dan Joye             | 369    |
| 9    | Autriche Peter Penz Georg Fischler               | 306    |
| 10   | États-Unis Mark Grimmette Brian Martin           | 369    |

## Calendrier et podiums
| 1. Lake Placid (16 novembre 2007 - 17 novembre 2007) |         |                                                                |                                                                        |                                                                             |
| Date                                                 | Épreuve | Vainqueur                                                      | Deuxième                                                               | Troisième                                                                   |
| -                                                    | Doubles | Autriche Andreas Linger Wolfgang Linger                        | Allemagne Patric Leitner Alexander Resch                               | Italie Gerhard Plankensteiner Oswald Haselrieder                            |
| -                                                    | Femmes  | Silke Kraushaar-Pielach                                        | Natalie Geisenberger                                                   | Anke Wischnewski                                                            |
| -                                                    | Hommes  | Armin Zöggeler                                                 | David Möller                                                           | Jan Eichhorn                                                                |
| -                                                    | Relais  | États-Unis Erin Hamlin Tony Benshoof Christian Niccum Dan Joye | Autriche Nina Reithmayer Daniel Pfister Andreas Linger Wolfgang Linger | Allemagne Silke Kraushaar-Pielach Felix Loch Patric Leitner Alexander Resch |

| 2. Calgary (24 novembre 2007 - 25 novembre 2007) |         |                                          |                                           |                                             |
| Date                                             | Épreuve | Vainqueur                                | Deuxième                                  | Troisième                                   |
| -                                                | Doubles | Allemagne Patric Leitner Alexander Resch | Italie Christian Oberstolz Patrick Gruber | Allemagne André Florschütz Torsten Wustlich |
| -                                                | Femmes  | Tatjana Hüfner                           | Silke Kraushaar-Pielach                   | Natalie Geisenberger                        |
| -                                                | Hommes  | David Möller                             | Jan Eichhorn                              | Armin Zöggeler                              |

| 3. Winterberg (8 décembre 2008 - 9 décembre 2008) |         |                                                                       |                                                                         |                                                           |
| Date                                              | Épreuve | Vainqueur                                                             | Deuxième                                                                | Troisième                                                 |
| -                                                 | Doubles | Italie Christian Oberstolz Patrick Gruber                             | Autriche Markus Schiegl Tobias Schiegl                                  | Allemagne Patric Leitner Alexander Resch                  |
| -                                                 | Femmes  | Tatjana Hüfner                                                        | Anke Wischnewski                                                        | Silke Kraushaar-Pielach                                   |
| -                                                 | Hommes  | David Möller                                                          | Armin Zöggeler                                                          | Stefan Höhener                                            |
| -                                                 | Relais  | Autriche Nina Reithmayer Daniel Pfister Markus Schiegl Tobias Schiegl | Allemagne Silke Kraushaar-Pielach David Möller Tobias Wendl Tobias Arlt | Lettonie Maija Tiruma Guntis Rekis Andris Sics Juris Sics |

| 4. Igls (15 décembre 2007 - 16 décembre 2007) |         |                                          |                                           |                                             |
| Date                                          | Épreuve | Vainqueur                                | Deuxième                                  | Troisième                                   |
| -                                             | Doubles | Allemagne Patric Leitner Alexander Resch | Italie Christian Oberstolz Patrick Gruber | Allemagne André Florschütz Torsten Wustlich |
| -                                             | Femmes  | Tatjana Hüfner                           | Silke Kraushaar-Pielach                   | Natalie Geisenberger                        |
| -                                             | Hommes  | Armin Zöggeler                           | David Möller                              | Daniel Pfister                              |

| 5. Königssee (5 janvier 2008 - 6 janvier 2008) |         |                                                                               |                                                              |                                                                 |
| Date                                           | Épreuve | Vainqueur                                                                     | Deuxième                                                     | Troisième                                                       |
| -                                              | Doubles | Allemagne Patric Leitner Alexander Resch                                      | Allemagne Tobias Wendl Tobias Arlt                           | Italie Christian Oberstolz Patrick Gruber                       |
| -                                              | Femmes  | Tatjana Hüfner                                                                | Natalie Geisenberger                                         | Silke Kraushaar-Pielach                                         |
| -                                              | Hommes  | Albert Demtschenko                                                            | Armin Zöggeler                                               | David Möller                                                    |
| -                                              | Relais  | Allemagne Silke Kraushaar-Pielach David Möller Patric Leitner Alexander Resch | Canada Regan Lauscher Jeff Christie Chris Moffat Mike Moffat | États-Unis Julia Clukey Tony Benshoof Christian Niccum Dan Joye |

| 6. Altenberg (2 février 2008 - 3 février 2008) |         |                                          |                                         |                                    |
| Date                                           | Épreuve | Vainqueur                                | Deuxième                                | Troisième                          |
| -                                              | Doubles | Allemagne Patric Leitner Alexander Resch | Autriche Andreas Linger Wolfgang Linger | Allemagne Tobias Wendl Tobias Arlt |
| -                                              | Femmes  | Tatjana Hüfner                           | Silke Kraushaar-Pielach                 | Natalie Geisenberger               |
| -                                              | Hommes  | Armin Zöggeler                           | David Möller                            | Albert Demtschenko                 |

| 7. Sigulda (14 février 2008 - 15 février 2008) |         |                                             |                                           |                                         |
| Date                                           | Épreuve | Vainqueur                                   | Deuxième                                  | Troisième                               |
| -                                              | Doubles | Allemagne André Florschütz Torsten Wustlich | Italie Christian Oberstolz Patrick Gruber | Autriche Andreas Linger Wolfgang Linger |
| -                                              | Femmes  | Tatjana Hüfner                              | Silke Kraushaar-Pielach                   | Maija Tiruma                            |
| -                                              | Hommes  | Armin Zöggeler                              | Albert Demtschenko                        | Daniel Pfister                          |

| 8. Sigulda (16 février 2008 - 17 février 2008) |         |                                                                         |                                                                        |                                                          |
| Date                                           | Épreuve | Vainqueur                                                               | Deuxième                                                               | Troisième                                                |
| -                                              | Doubles | Italie Christian Oberstolz Patrick Gruber                               | Autriche Andreas Linger Wolfgang Linger                                | Allemagne André Florschütz Torsten Wustlich              |
| -                                              | Femmes  | Tatjana Hüfner                                                          | Anna Orlova                                                            | Silke Kraushaar-Pielach                                  |
| -                                              | Hommes  | Albert Demtschenko                                                      | Armin Zöggeler                                                         | David Möller                                             |
| -                                              | Relais  | Allemagne Tatjana Hüfner David Möller André Florschütz Torsten Wustlich | Autriche Nina Reithmayer Daniel Pfister Andreas Linger Wolfgang Linger | Lettonie Anna Orlova Guntis Rekis Andris Sics Juris Sics |